# David Ginola
David Ginola, född 25 januari 1967 i Gassin, är en fransk före detta fotbollsspelare.
Ginola blev under sin tid i Newcastle och senare Tottenham en av Englands mest populära fotbollsspelare, och var i sina bästa stunder en av Premier Leagues bästa. Ginola fick mycket utrymme i brittisk media mycket med anledning av sin yviga dribblingskonst och sitt flitiga uppdykande i diverse reklamprojekt för schampo m.m.
1999 blev han framröstad som årets spelare i Premier League av både spelare och journalister.
Ginola fick en misstänkt hjärtattack 2016 och fördes till sjukhus, där han genomgick en bypassoperation av hjärtat.